# Jean-Nicolas de Boullongne
 (mai 2020).
Pour les articles homonymes, voir Famille de Boullongne et Boullongne.
Jean-Nicolas de Boullongne, comte de Nogent, baron de Marigny, est un magistrat et administrateur français, né le 11 novembre 1726 à Versailles et mort le 7 janvier 1787 à Paris.

## Biographie
Jean-Nicolas de Boullongne est le fils du ministre Jean de Boullongne, comte de Nogent, et le petit-fils du fermier général Claude-Pierre de Beaufort. Pourvu d'une charge de conseiller au parlement de Paris à la première chambre des enquêtes, commissaire aux requêtes du palais le 30 juillet 1745, il passe maître des requêtes le 24 janvier 1750.
Le 9 mai 1753, il épouse en l'église Saint-Sulpice, Louise-Julie Feydeau de Brou, fille du Garde des sceaux de France Paul-Esprit Feydeau de Brou.
Il devient intendant des finances, en survivance de son père, le 13 août 1753. Entré de plein exercice le 25 août 1757, il conserve ses fonctions lors de la réduction du nombre des charges en 1771 et le seul à conserver son département lors de la suppression de l'office en 1777.
Conseiller d'État en 1765, il est admis en tant que membre du Conseil royal des finances et du commerce (1767). Cette même année, il est nommé gouverneur et lieutenant du roi à Montereau.
D'une famille lié aux arts, il est reçu honoraire-associé libre en 1760, puis honoraire amateur 1778 de l'Académie royale de peinture et de sculpture.
Il devient commissaire près la Compagnie des Indes en 1784.

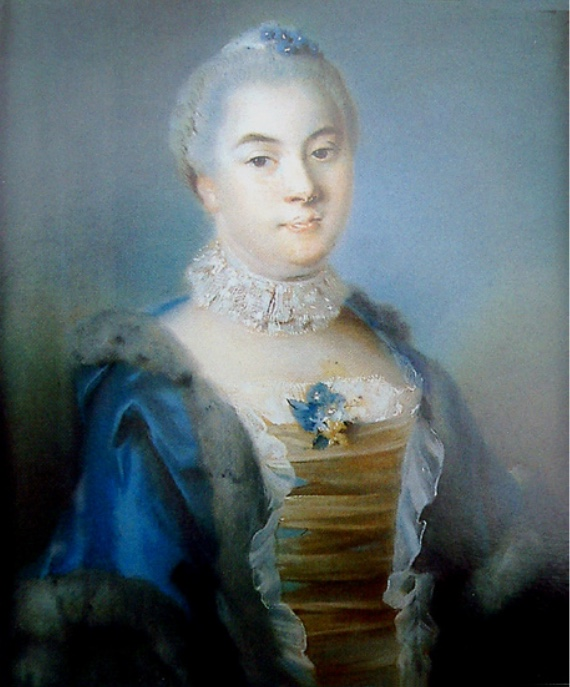
Portrait de son épouse Louise-Julie Feydeau de Brou, par Louis Vigée.
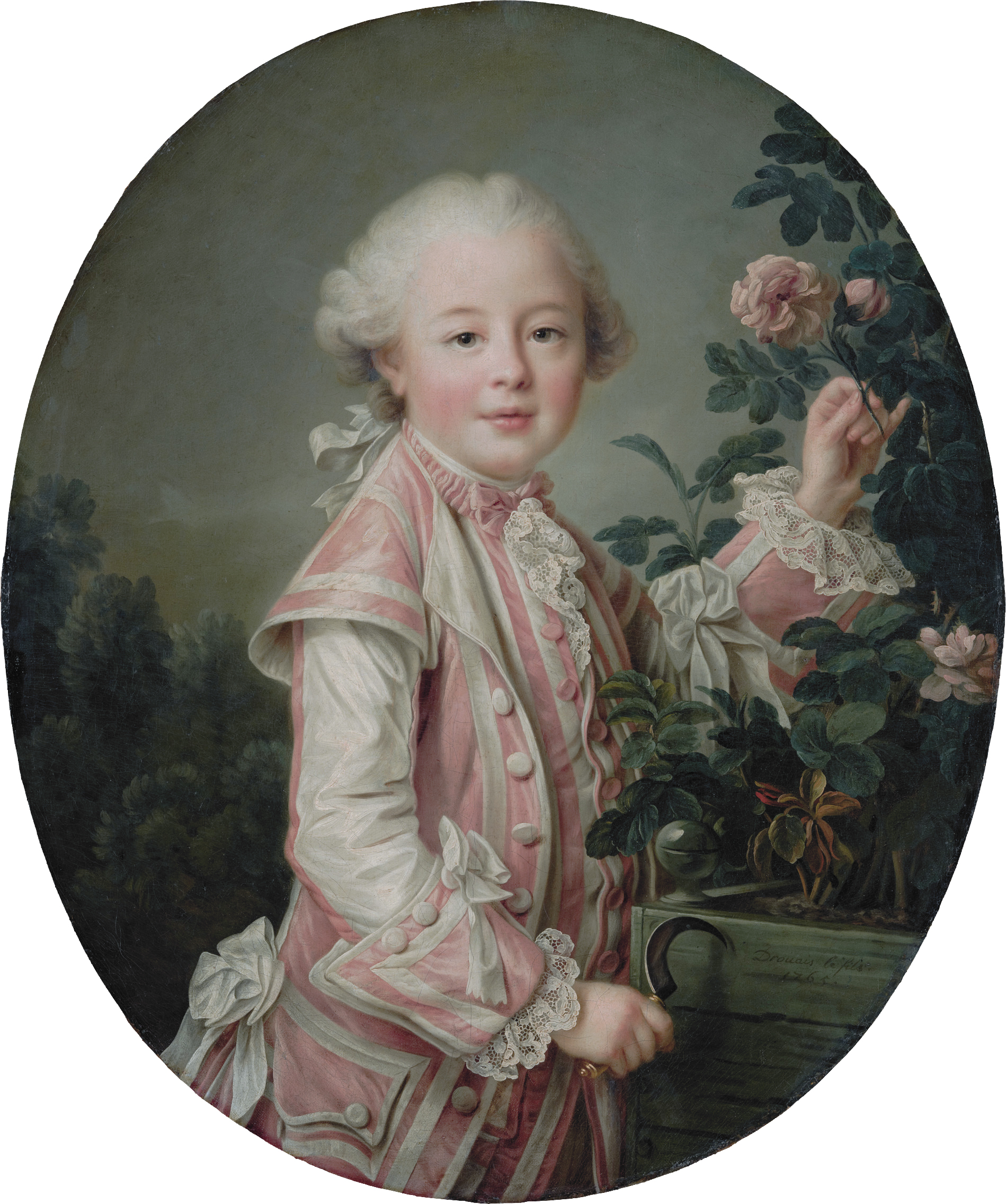
Portrait de son fils Paul Esprit Charles de Boullongne, par François-Hubert Drouais.